# Eishockey-Europameisterschaft 1913

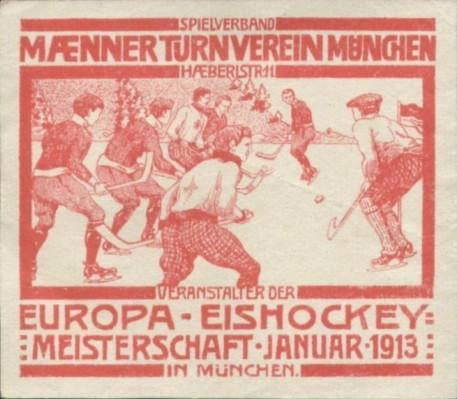
Werbemarke zur Europameisterschaft 1913

Die 4. Eishockey-Europameisterschaft fand zum zweiten Mal in Deutschland statt. Das Turnier wurde vom 25. bis 27. Januar 1913 in München
auf der Unsöldschen Kunsteisbahn ausgetragen. Europameister wurde das Team aus Belgien, das im Spiel gegen Deutschland einen 2:5-Rückstand zur Pause wettmachte und am Ende 8:5 gewann. Der Europameistertitel des Jahres 1913 ist der größte Erfolg des belgischen Eishockeys.
Teilnehmer waren die Teams aus Böhmen, Österreich, Belgien und dem Gastgeberland Deutschland. Österreich wurde dabei durch die Mannschaft des DEHG Prag vertreten, dem Verein der deutschsprachigen Minderheit in Böhmens Hauptstadt. Ein Protest Deutschlands gegen die Teilnahme gleich zweier Nationalteams aus Österreich-Ungarn wurde von der LIHG vor der EM abgewiesen. Die Schweiz sagte hingegen kurzfristig ab, ebenso fehlte die englische Mannschaft (Princes Ice Hockey Club) und die ebenfalls eingeladenen Oxford Canadians.
In das EM-Turnier war die Vorrunde Süd der Deutschen Eishockey-Meisterschaft 1913 integriert. Der DEHG Prag, der auch Mitglied des deutschen Verbands DEV war, war dabei für das Finale gesetzt, welches er gegen den MTV München von 1879 mit 2:5 verlor.

## Spiele
| 25. Januar 1913 | Böhmen Jaroslav Jirkovský (21.) Jaroslav Jirkovský (22.) Jan Palouš (27.) Jaroslav Jirkovský (36.) | 4:4 (1:2, 3:1) | Belgien Paul Goeminne (15.) Léon Goosens (23.) Fernand de Blommaert (30.) Maurice Deprez (35.) | Unsölds Eisbahn, München |

| 26. Januar 1913 vormittags | Deutsches Reich Alfred Steinke Franz Lange (2) Emil Rau (2) | 5:8 (5:3, 0:5) | Belgien Fernand de Blommaert (2) Maurice Deprez (2) Gaston van Folksom Léon Goosens Freddy Charlier Etienne Coupez | Unsölds Eisbahn, München |

| 26. Januar 1913 nachmittags | Belgien Maurice Deprez (5) Léon Goosens (3) Paul Goeminne (2) Freddy Charlier (2) Fernand de Blommaert Henri Van den Bulcke | 13:1 (7:0, 6:1) | Österreich Fritz Felix Pipes | Unsölds Eisbahn, München |

| 26. Januar 1913 abends | Deutsches Reich Rau (14.) Martin (17.) | 2:4 (0:2, 2:2) | Böhmen Jaroslav Jirkovský (5.) Otakar Vindyš (20.) Otakar Vindyš (27.) Otakar Vindyš (35.) | Unsölds Eisbahn, München |

| 27. Januar 1913 vormittags | Böhmen Otakar Vindyš (4.) Jaroslav Jirkovský (5.) Jaroslav Jarkovský (31.) Josef Šroubek (32.) Jaroslav Jirkovský (37.) Josef Šroubek (38.) Jaroslav Jarkovský (40.) | 7:0 (2:0, 5:0) | Österreich | Unsölds Eisbahn, München |

| 27. Januar 1913 nachmittags | Deutsches Reich Franz Lange (4) Paul Martin (3) Alfred Steinke (2) Charles Hartley (2) Werner Glimm (2) Bruno Grauel | 14:4 (9:2, 5:2) | Österreich Fritz Felix Pipes (4) | Unsölds Eisbahn, München |

## Abschlusstabelle
| RF | Team            | Sp | Sg | Un | NL | Tore  | TD  | Pkte. |
| -- | --------------- | -- | -- | -- | -- | ----- | --- | ----- |
| 1  | Belgien         | 3  | 2  | 1  | 0  | 25:10 | +15 | 5:1   |
| 2  | Böhmen          | 3  | 2  | 1  | 0  | 15: 6 | + 9 | 5:1   |
| 3  | Deutsches Reich | 3  | 1  | 0  | 2  | 21:16 | + 5 | 2:4   |
| 4  | Österreich      | 3  | 0  | 0  | 3  | 5:34  | −29 | 0:6   |

### Meistermannschaft
| Europameister Belgien  | François Vergult – Freddy Charlier, Henri Van den Bulcke, Paul Goeminne – Léon Goosens, Fernand de Blommaert, Maurice Deprez, Francis Franck, Etienne Coupez, Paul Loicq, Gaston Van Volxem |
| Silber Böhmen          | Jan Peka – Jan Fleischmann, Jan Palouš – Josef Šroubek – Jaroslav Jirkovský, Jaroslav Jarkovský, Josef Rublič, Otakar Vindyš, Miloslav Fleischmann                                          |
| Bronze Deutsches Reich | Alfred Steinke – Werner Glimm, Bruno Grauel, Charles Hartley, Franz Lange, Paul Martin, Emil Rau                                                                                            |